# Kip Thorne
Kip Stephen Thorne (Logan (Utah), 1 juni 1940) is een vooraanstaande Amerikaanse theoretische natuurkundige. In 2017 ontving hij samen met Rainer Weiss en Barry Barish de Nobelprijs voor Natuurkunde voor zijn werk aan de LIGO-detector en de waarneming van zwaartekrachtgolven.

## Biografie
Thorne werd geboren in Logan, Utah. Zijn vader, D. Wynne Thorne, was landbouwkundige en zijn moeder, Alison Comish Thorne, econoom en de eerste vrouw die promoveerde aan de faculteit economie van de Iowa State College. Zelf ontving hij zijn bachelordiploma aan het California Institute of Technology (Caltech) in 1962 en promoveerde in 1965 aan de Princeton-universiteit. Zijn proefschrift, Geometrodynamics of Cylindrical Systems, schreef hij bij de relativist John Wheeler. Thorne keerde in 1967 als universitair hoofddocent terug naar Caltech, alwaar hij drie jaar later reeds werd benoemd tot hoogleraar theoretische fysica. Daarnaast was hij ook verbonden aan de Universiteit van Utah (1971-1998) en de Cornell-universiteit (1986-1992).
Na in juni 2009 met emeritaat te zijn gegaan, begon Thorne te schrijven en films te maken. Zijn eerste filmproject was Interstellar, waarbij hij samenwerkte met regisseur Christopher Nolan. In 2014 publiceerde hij het boek The Science of Interstellar waarin hij de wetenschap achter de film verklaarde.

## Onderzoek
Thorne heeft veel bijgedragen aan de theorieën van zwarte gaten, zwaartekracht en de structuur en het begin van het heelal. Ook aan de kwantummechanica heeft hij belangrijk bijgedragen. Door zijn onderzoek naar de theorie van wormgaten denkt Thorne dat tijdreizen in principe mogelijk is. Toen Carl Sagan hem vroeg voor zijn boek Contact een methode te bedenken om sneller dan het licht te reizen, kwam Thorne met het idee om via een wormgat te reizen. Thorne was een vriend van Stephen Hawking, die begin 2018 overleed.
In 1984 was hij een van de medeoprichters van het LIGO-project, het grootste project gefinancierd door het Amerikaanse National Science Foundation (NSF). Dit project heeft tot doel het meten van fluctuaties tussen twee of meer 'statische' punten. Deze fluctuaties zouden zwaartekrachtgolven bewijzen – rimpelingen in de ruimtetijd die voorspeld worden in Einsteins relativiteitstheorie.
Thorne heeft vele internationale onderscheidingen gekregen voor zijn wetenschappelijke werk. Hij leverde de formules voor de visualisatie van een wormgat in Mathematica en een zwart gat voor de film Interstellar (2014). Thorne werd op 3 oktober 2017 onderscheiden met de Nobelprijs voor Natuurkunde, voor zijn werk aan de waarneming van zwaartekrachtgolven.

## Publicaties
- Misner, Charles W., Thorne, Kip S. & Wheeler, John Archibald: Gravitation, Freeman, San Francisco, 1970 en latere uitgaven
- Thorne, Kip S.: Black holes and time warps. Einstein's outrageous legacy, Norton, New York, 1994 en latere uitgaven